# Сызранкин, Фёдор Николаевич
Фёдор Николаевич Сызранкин (15 [27] мая 1886, Белорецкий завод, Оренбургская губерния — 11 мая 1978, Москва) — советский хозяйственный, государственный и политический деятель.

## Биография
Родился в 1886 году на Белорецком Заводе. Член КПСС.
С 1912 года — на хозяйственной, общественной и политической работе. В 1912—1970 гг. — формировщик Белорецкого металлургического завода, участник Первой мировой войны, участник Гражданской войны, заместитель председателя Белорецкого горисполкома, начальник Главной распределительной базы при ж.‑д. станции Самара, ответработник Башкирского областного комитета профсоюзов, Всероссийского союза рабочих-металлистов в Свердловске, заместитель управляющего трестом «Сельмаш», начальник литейного цеха Центрального НИИ тяжёлого машиностроения.
За коренное усовершенствование технологии производства боеприпасов был в составе коллектива удостоен Сталинской премии 1-й степени 1943 года.
Умер в Москве в 1978 году.